# راي كريمر
راي كريمر (بالإنجليزية: Ray Kremer)‏ هو لاعب كرة قاعدة أمريكي، ولد في 23 مارس 1893 في أوكلاند في الولايات المتحدة، وتوفي في 8 فبراير 1965 في بينولي في الولايات المتحدة.

## وصلات خارجية
- راي كريمر على موقعبيزبول رفرنس.كوم (الدوري الرئيسي) (الإنجليزية)